# Alexandre Chèvremont
Pour les articles homonymes, voir Chèvremont (homonymie).
 Alexandre Chèvremont (Rennes 14 février 1812 - Saint-Servan 18 juin 1883) est un fonctionnaire et historien qui fut maire de Saint-Servan de 1875 à 1876.

## Biographie
Alexandre Jean Louis  est issu d'une famille d'origine normande par son père Louis Roland Chèvremont et rennaise par sa mère Perrine Marie Charlotte Frout qui appartient à une lignée d'imprimeurs légitimistes. Lauréat du collège royal de Rennes en 1828 il commence en mai 1830 une carrière dans la fonction publique à la préfecture de Rennes dont il devient conseiller pendant la monarchie de Juillet. Commissaire du gouvernement provisoire de 1848 à Saint-Malo, il est nommé le 8 décembre 1848 sous-préfet d'Épernay (1850-1852) puis préfet de la Haute-Loire jusqu'en 1856. Il devient ensuite secrétaire-général de la préfecture de Police de Paris. Il prend sa retraite à Paramé dans une malouinière puis dans le quartier de la Motte à Saint-Servan. Il est élu maire de la ville le 13 janvier 1875 et il exerce ses fonctions jusqu'en 1876. Commandeur de Saint-Grégoire-le-Grand, Officier de l'Instruction publique et chevalier de la Légion d'honneur en 1854 il est également poète et publie un recueil nouvelles l'Épicurien en 1847 et un autre Clairière  l'année suivante. Archéologue et historien amateur il rassemble des matériaux pour une Histoire de la ville de Saint-Servan en 1887. Il publie enfin son ouvrage sur Les Mouvements du sol sur les côtes occidentales de la France, particulièrement dans le golfe Normano-Breton chez Leroux en 1884. Une rue de la Saint-Servan porte son nom.
Il avait épousé Estelle Marie Henry fille d'une colonel d'infanterie qui lui donne trois filles.

## Source
- Société d'histoire et d'archéologie de l'arrondissement de Saint-Malo,  Annales de la Société historique et archéologique de l'arrondissement de Saint-Malo 1923-1924 article de Jules Haize p. 187-204
- Jean Le Bihan Au service de l'État : Les fonctionnaires intermédiaires au XIXe siècle